# Prysk
Prysk (německy Preschkau) je obec v okrese Česká Lípa v Libereckém kraji, na západě Lužických hor. Obec leží v Chráněné krajinné oblasti Lužické hory, v údolí Preškavského potoka. Dnes má charakter rekreační obce. Žije zde 458 obyvatel.

## Místní části
- Horní Prysk (výše položený je připomínán poprvé roku 1515)
- Dolní Prysk (západněji položený, doložený již roku 1382)
- Vesnička (nejmladší část, poprvé zmiňována v polovině 19. století)[5]

## Historie
Místo je uváděno v roce 1382 jako Pryska (označení podle pramene - prýskající, tryskající voda). Tradiční sklářská výroba.
Na jaře 2014 obec získala vlastní vlajku a znak.

## Pamětihodnosti
- Barokní jednolodní kostel svatého Petra a Pavla z let 1718-1721, architekt - stavitel Petr Pavel Columbani postavil i nedaleký kostel na Polevsku, bohatá sochařská výzdoba vnější i vnitřní - A. Max 1763. Reliéf madony z 18. století. U kostela je hřbitov se zvonicí z roku 1680 a márnice z roku 1722. Kostel byl i za pomoci Sdružení za záchranu kostela v roce 2012 zrenovován.[7] Je zajímavý tím, že jeho zvonice z konce 17. století stojí mimo kostel, na druhém konci hřbitova. Zde je i jako vstupní brána s křížovou klenbou. Zvon je z roku 1651.
- Před hřbitovem je památník padlým z I. světové války, další obdobný pomník je v Dolním Prysku.[8]
- V lese nad obcí je uměle vytvořená Riedelova jeskyně, vzniklá těžbou vápence, zajímavá výskytem netopýrů.[9]
- V červnu 2014 byla ke škole instalována litinová socha sv. Jana Nepomuckého, která byla v letech 1987 až 2014 v Doksech.[10]

## Galerie

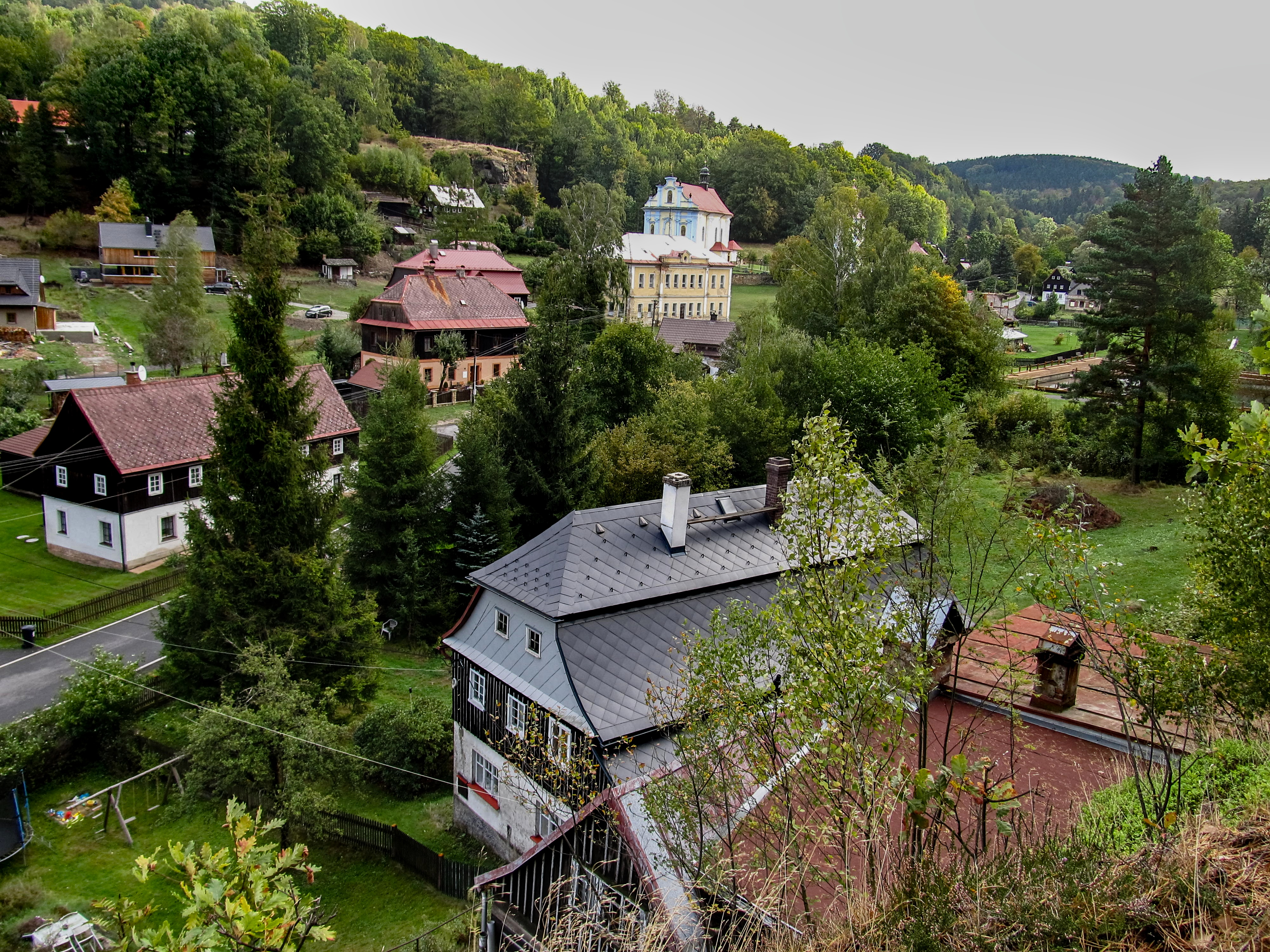
Horní Prysk
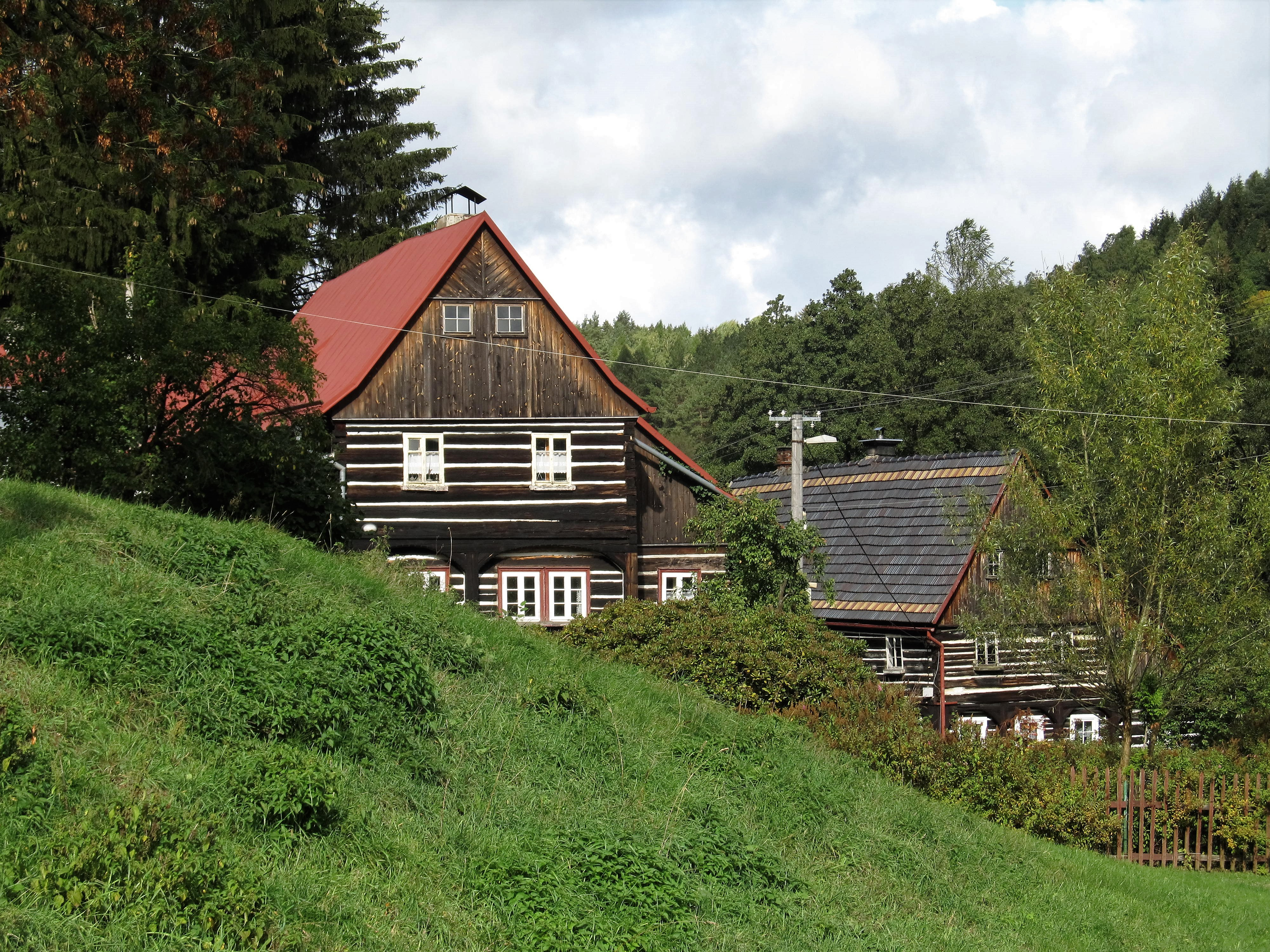
Dolní Prysk
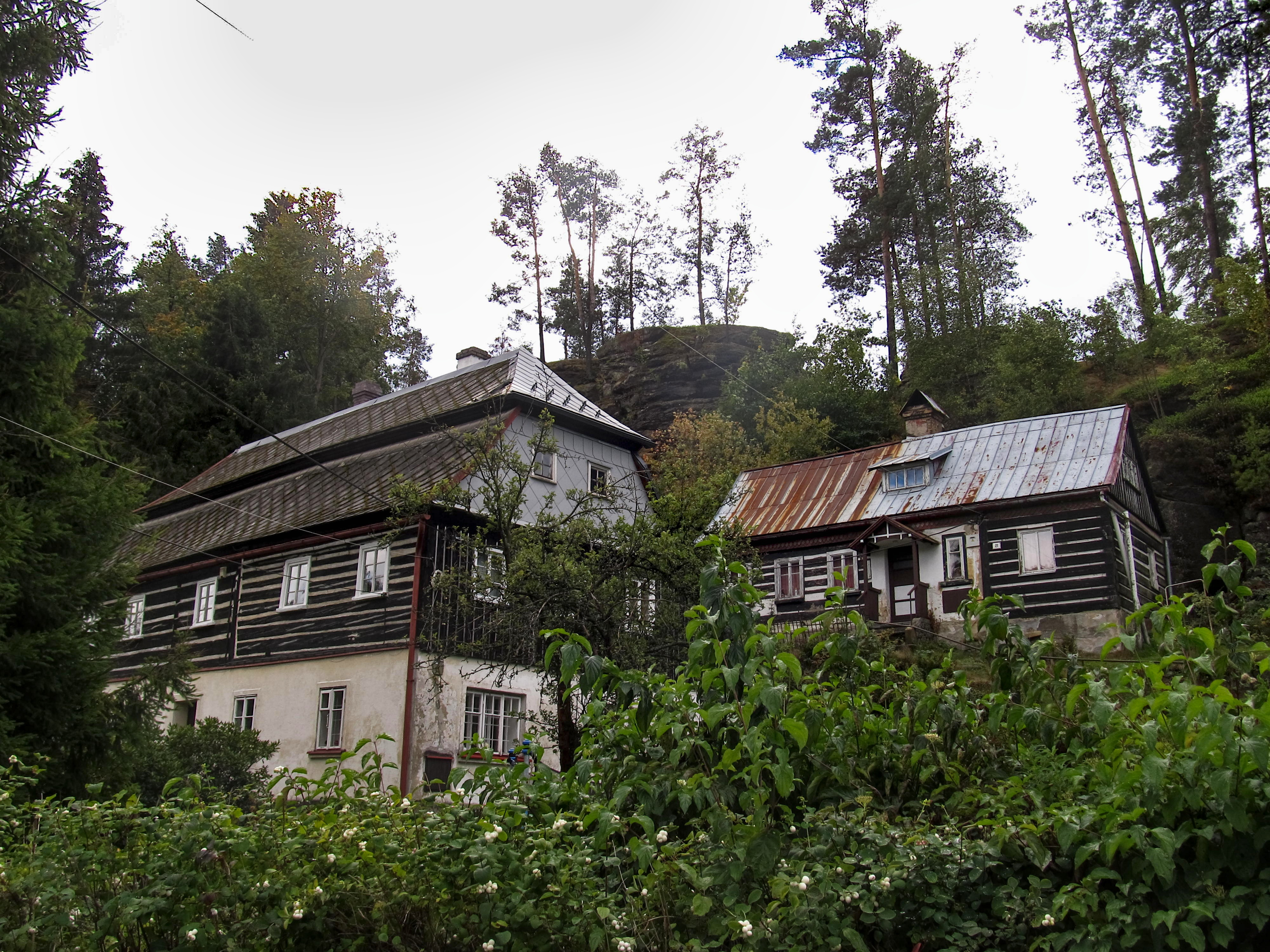
Horní Prysk
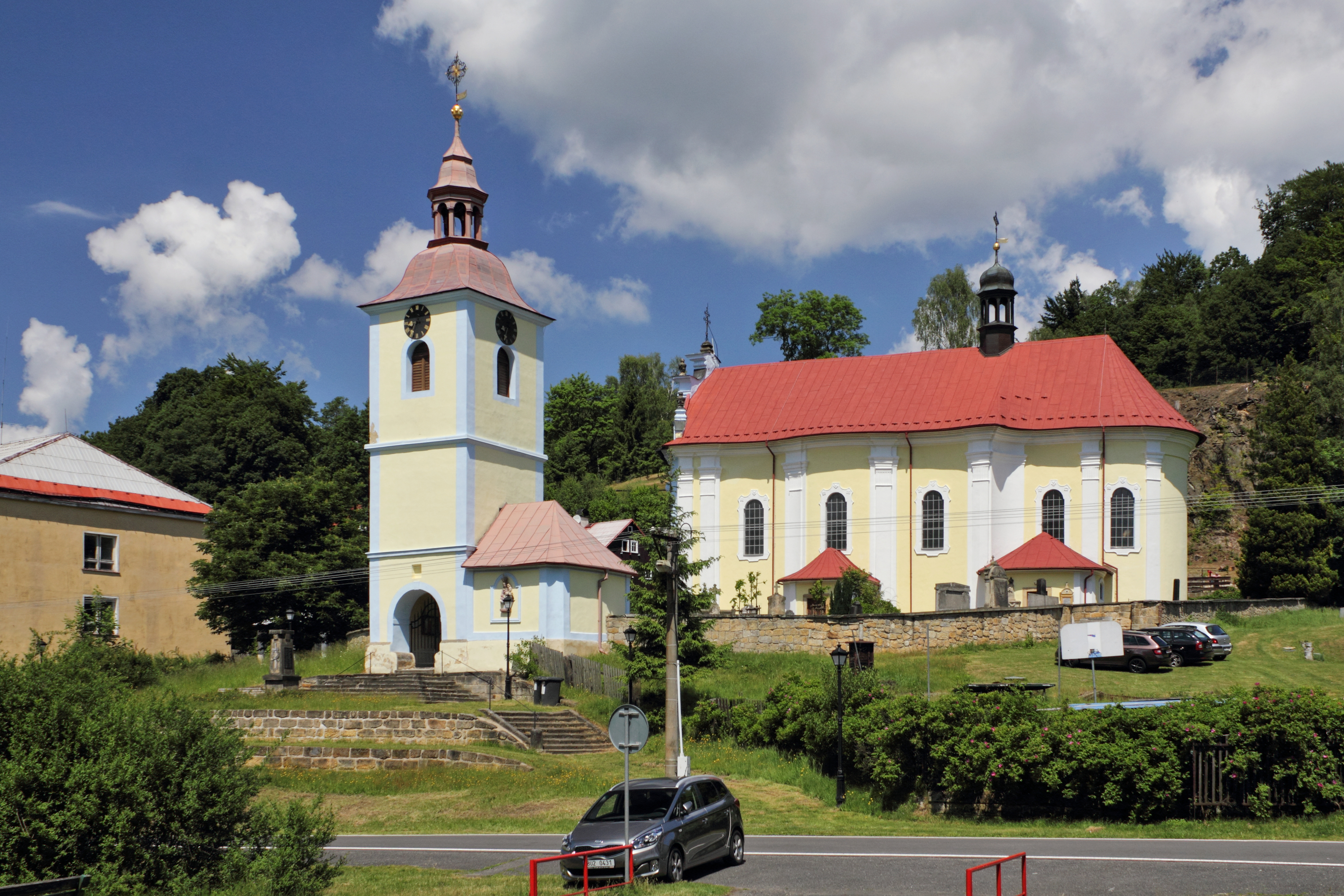
Horní Prysk, kostel sv. Petra a Pavla